# Melchior Küsel

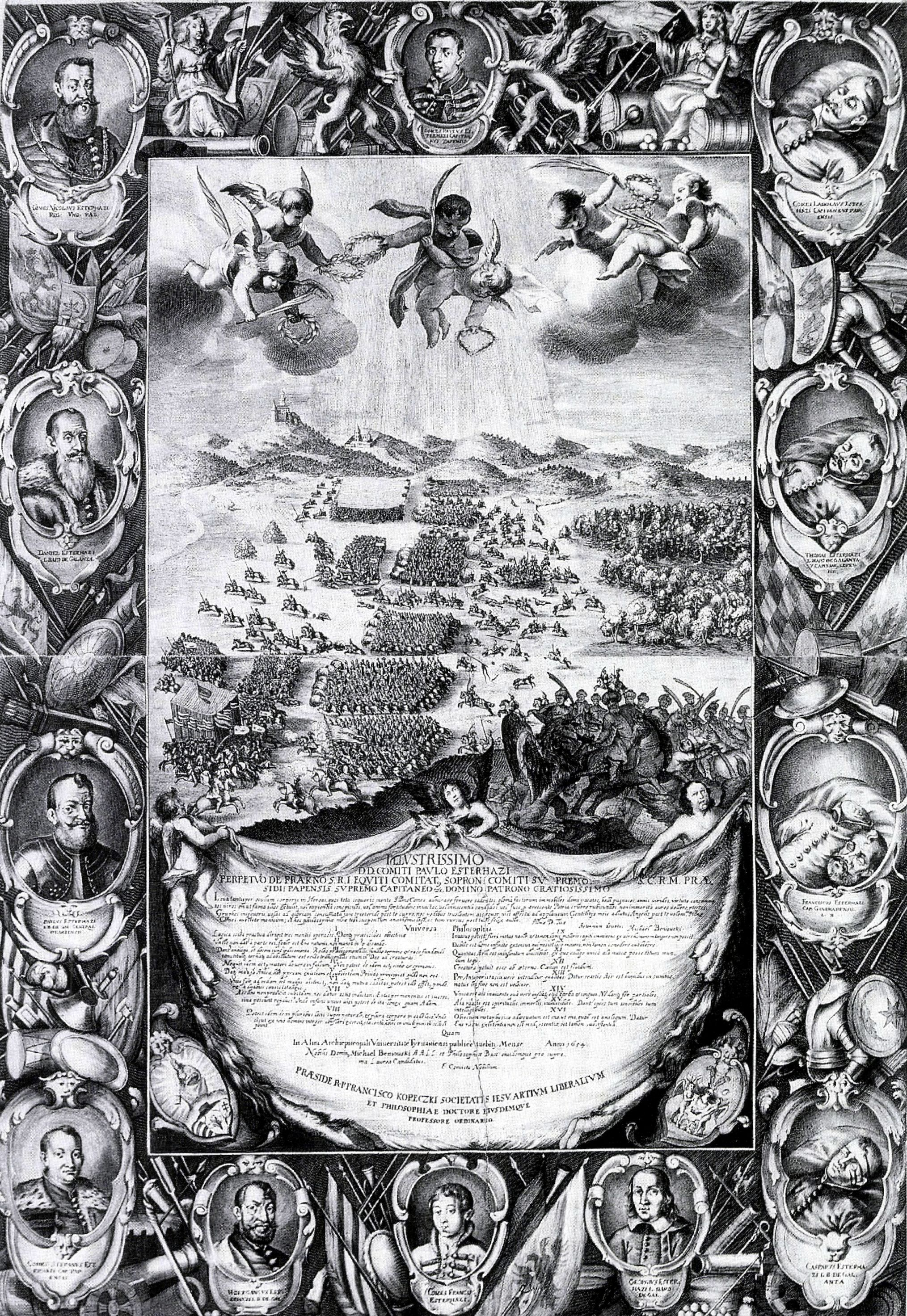
Battaglia di Vezekény nel 1652, (realizzata due anni dopo, nel 1654)

Melchior Küsel (Augsburg, 1626 – Augsburg, 1684) è stato un incisore tedesco.

## Biografia
Secondo Arnold Houbraken realizzò 24 incisioni da opere di Johann Wilhelm Baur sulla passione di Cristo, ma anche una serie su Ovidio.
Secondo RKD realizzò anche delle illustrazioni per la Bibbia.
Era probabilmente il fratello dell'incisore Mathäus Küsel. Sua figlia Johanna Sibylla sposò un suo allievo, l'incisore Johann Ulrich Kraus.